# Joseph-Philibert Girault de Prangey

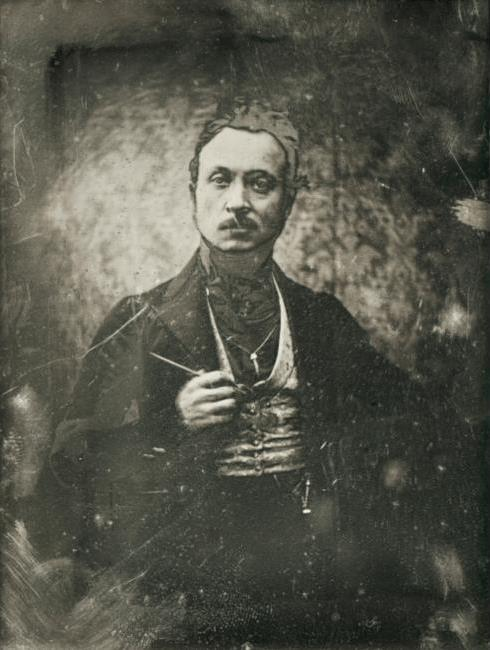
Selbstporträt 1841

Joseph-Philibert Girault de Prangey (* 21. Oktober 1804 in Langres; † 7. Dezember 1892 in Courcelles-Val-d’Esnoms, heute: Le Val-d’Esnoms) war ein französischer Grafiker, Fotograf und Orientalist. Bedeutend ist er durch seine Reisen und Beobachtungen im Mittelmeerraum; seine Daguerreotypien sind die ersten bekannten Fotografien wichtiger Orte und Monumente in Griechenland, der Levante und Ägypten.

## Leben
Girault de Prangey studierte an der École des Beaux-Arts in Paris zusammen mit seinem Freund und zukünftigen Maler Jules-Claude Ziegler (1804–1856). Die beiden gründeten 1842 in Langres das erste Museum in der seit der Revolution als Getreidespeicher genutzten ehemaligen Klosterkirche St-Didier, die bis heute Bestandteil des Musée d'Art et d'Histoire de Langres ist. Möglicherweise auch auf Anregung Zieglers lernte Girault de Prangey schon 1841 die Daguerreotypie kennen, entweder durch Louis Jacques Mandé Daguerre persönlich oder durch Hippolyte Bayard.
Im gleichen Jahr erschien als wissenschaftlicher Ertrag seiner 1830 bis 1832 unternommenen Reisen und Aufenthalte in Andalusien, Sizilien und im Maghreb sein Essai sur l'Architecture des Arabes et des Mores en Espagne, en Sicile, et en Barbarie, in dem er unter anderem dank der Lesung der arabischen Inschriften erstmals die noch fünf Jahre vorher von Viollet-le-Duc für arabisch gehaltenen Paläste in Palermo den normannischen Königen als Auftraggeber zuweisen konnte.
1842 brach Girault de Prangey zu einer Reise in den östlichen Mittelmeerraum auf, die in zwei Jahren über Rom und Athen unter anderem nach Istanbul, Alexandria, Kairo, Baalbek und Jerusalem brachte. Überall nutzte er intensiv die neue Technik der Daguerreotypie und fertigte so schon in Rom das erste fotografische Papst-Porträt an, dem erste Fotografien bedeutender antiker und mittelalterlicher Stätte im östlichen Mittelmeerraum folgten. Nach seiner Rückkehr verarbeitete er seine Reisen in aufwändig mit Lithografien illustrierten Publikationen in allerdings sehr geringen Auflagen.
Die über 900 Fotografien publizierte er aber nicht und stellte sie auch zeitlebens nie aus. Sie blieben auch nach seinem Tod unentdeckt und wurden über abenteuerliche Wege sehr spät für die Fotografiegeschichte erschlossen.

## Werk
- Monuments arabes et moresques de Cordoue, Séville et Grenade, dessinés et mesurés en 1832 et 1833, Paris 1937 (?)
- Essai sur l'Architecture des Arabes et des Mores en Espagne, en Sicile, et en Barbarie, Paris 1841.
- Monuments arabes d'Égypte, de Syrie, et d'Asie mineure, Lemercier et Firmin Didot pour l'auteur, Paris 1846.
- Monuments et paysage de l'Orient, Paris 1851.